# Fimauto Valpolicella Calcio Femminile 2017-2018
Questa voce raccoglie le informazioni riguardanti il Fimauto Valpolicella Calcio Femminile Società Sportiva Dilettantistica nelle competizioni ufficiali della stagione 2017-2018.

## Stagione

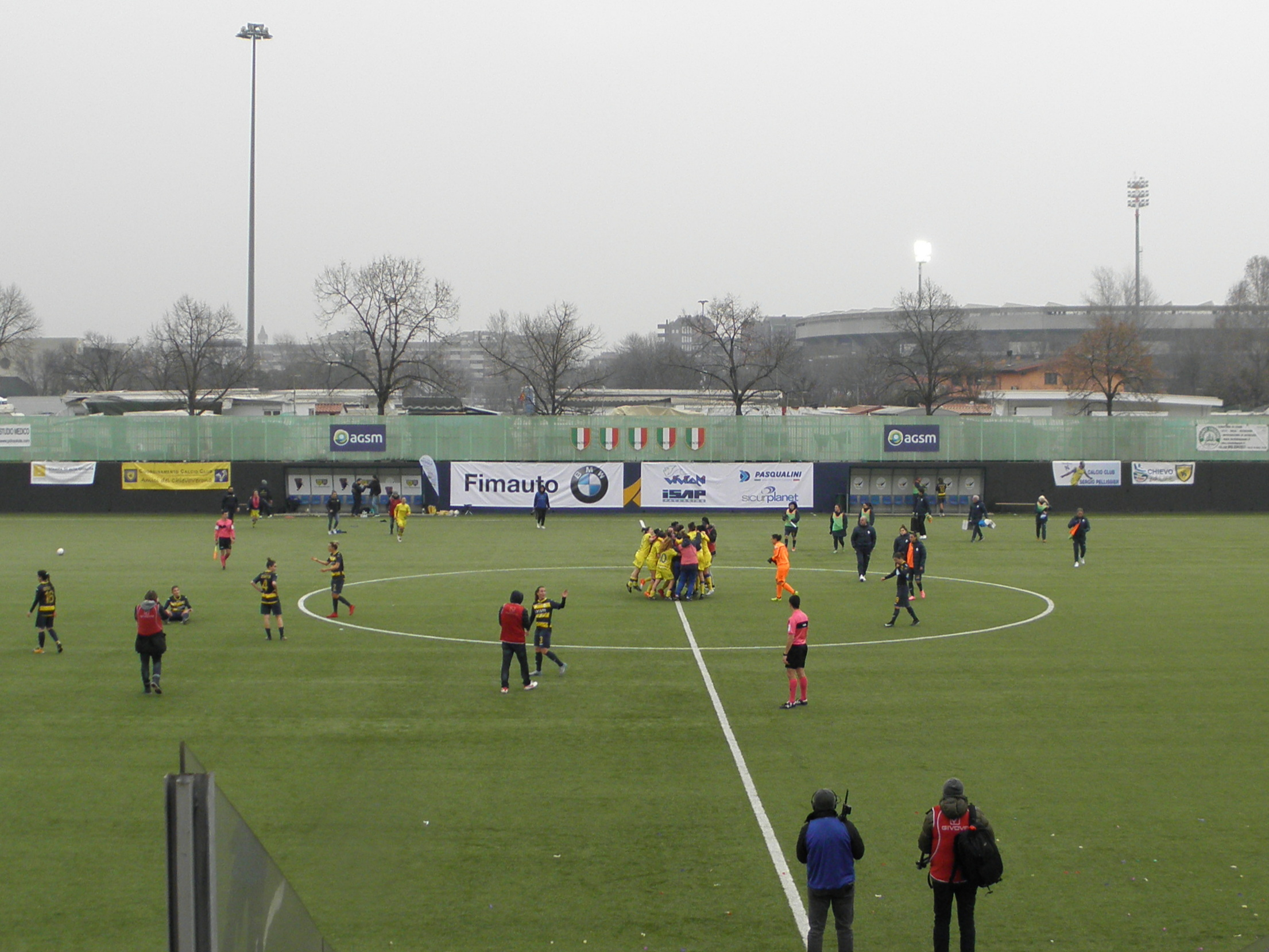
Verona, Stadio Aldo Olivieri, 17 febbraio 2018: i festeggiamenti al termine della vittoria del derby con l'AGSM Verona nel girone di ritorno.

All'inizio della stagione è stata ufficializzata la collaborazione con l'A.C. ChievoVerona.

## Divise e sponsor
L'accordo societario con il ChievoVerona influisce anche nella tenuta da gioco, abbondando i colori utilizzati nella scorsa stagione, rimasti comunque per la formazione che disputa il Campionato Primavera, adottando quella della squadra maschile, interamente gialla con inserimenti grafici blu come prima tenuta, bianca con inserimenti azzurri nella seconda. Lo sponsor tecnico e fornitore dell'abbigliamento sportivo è Givova, mentre lo sponsor ufficiale è Fimauto, concessionaria automobilistica dei marchi BMW e Mini con sede a Verona, affiancato nel corso della stagione da altri marchi pubblicitari.
| Casa | Trasferta |

## Rosa
Rosa e numeri come da sito ufficiale.
| N. |                    | Ruolo | Calciatrice               |
| -- | ------------------ | ----- | ------------------------- |
| 1  | Italia (bandiera)  | P     | Alessia Gritti            |
| 2  | Italia (bandiera)  | C     | Penelope Riboldi          |
| 3  | Italia (bandiera)  | D     | Marta Varriale            |
| 4  | Polonia (bandiera) | C     | Madison Sarah Solow       |
| 5  | Italia (bandiera)  | D     | Eleonora Salamon          |
| 6  | Italia (bandiera)  | D     | Sofia Zamarra             |
| 7  | Italia (bandiera)  | C     | Debora Mascanzoni         |
| 8  | Italia (bandiera)  | C     | Emanuela Carradore        |
| 9  | Italia (bandiera)  | A     | Silvia Fuselli            |
| 10 | Italia (bandiera)  | A     | Valentina Boni (capitano) |
| 11 | Italia (bandiera)  | C     | Irene Tombola             |
| 12 | Italia (bandiera)  | P     | Giulia Meleddu            |

| N. |                   | Ruolo | Calciatrice        |
| -- | ----------------- | ----- | ------------------ |
| 13 | Italia (bandiera) | D     | Olga Gori          |
| 16 | Italia (bandiera) | A     | Giorgia Marchiori  |
| 17 | Italia (bandiera) | C     | Alexa Benincaso    |
| 18 | Italia (bandiera) | A     | Arianna Montecucco |
| 19 | Italia (bandiera) | A     | Marta Mason        |
| 21 | Italia (bandiera) | A     | Daiana Mascanzoni  |
| 23 | Italia (bandiera) | D     | Lisa Faccioli      |
| 26 | Italia (bandiera) | P     | Ramona Visentini   |
| 27 | Italia (bandiera) | D     | Nenè Nhaga Bissoli |
| 32 | Italia (bandiera) | A     | Katia Coppola      |
| 77 | Italia (bandiera) | C     | Rossella Sardu     |

## Calciomercato

### Sessione estiva
| Acquisti | Acquisti           | Acquisti   | Acquisti   |
| R.       | Nome               | da         | Modalità   |
| -------- | ------------------ | ---------- | ---------- |
| D        | Alessia Gritti     | Mozzanica  | [ 5 ]      |
| D        | Marta Varriale     | Empoli     | [ 6 ]      |
| C        | Penelope Riboldi   | Chieti     | [ 7 ]      |
| C        | Rossella Sardu     | Tavagnacco | [ 8 ]      |
| A        | Katia Coppola      | Como 2000  | [ 9 ]      |
| A        | Silvia Fuselli     | Brescia    | [ 10 ]     |
| A        | Marta Mason        |            | svincolata |
| A        | Arianna Montecucco | Novese     | [ 12 ]     |

| Cessioni | Cessioni         | Cessioni | Cessioni   |
| R.       | Nome             | a        | Modalità   |
| -------- | ---------------- | -------- | ---------- |
| D        | Lisa Galvan      |          | svincolata |
| C        | Marica Usvardi   |          | svincolata |
| A        | Rebecca Dempster | Aberdeen |            |
| A        | Riikka Hannula   | Espanyol | [ 14 ]     |

### Sessione invernale
| Acquisti | Acquisti | Acquisti | Acquisti |
| R.       | Nome     | da       | Modalità |
| -------- | -------- | -------- | -------- |

| Cessioni | Cessioni  | Cessioni          | Cessioni |
| R.       | Nome      | a                 | Modalità |
| -------- | --------- | ----------------- | -------- |
| D        | Olga Gori | Pro San Bonifacio |          |

## Risultati

### Serie A

#### Girone di andata
| Arbitro: | Costantino Cardella (Torre del Greco) |

|                            |           |  |
| Nagni 24’, 43’ Palombi 48’ | Marcatori |  |

| Arbitro: | Matteo Franzoni (Lovere) |

|                      |           |  |
| Riboldi 41’ Boni 57’ | Marcatori |  |

| Arbitro: | Matteo Campagni (Firenze) |

|            |           |              |
| Soffia 15’ | Marcatori | 12’ Faccioli |

| Arbitro: | Emanuele Damiani (Sondrio) |

|                             |           |  |
| Boni 12’ Da. Mascanzoni 69’ | Marcatori |  |

| Arbitro: | Luca Pileggi (Bergamo) |

|  |           |               |
|  | Marcatori | 15’ Carradore |

| Arbitro: | Marco Manicardi (Modena) |

|             |           |                                          |
| Coppola 87’ | Marcatori | 23’ Girelli 51’ Giacinti 82’ Bergamaschi |

| Arbitro: | Kevin Bonacina (Bergamo) |

|                                       |           |  |
| Caccamo 12’, 37’ Brazil 29’ Mauro 81’ | Marcatori |  |

| Arbitro: | Davide Fera (Gallarate) |

|                              |           |                   |
| Solow 27’ De. Mascanzoni 85’ | Marcatori | 38’ (rig.) Errico |

| Arbitro: | Michele Cirio (Savona) |

|  |           |             |
|  | Marcatori | 12’ Brumana |

| Arbitro: | Deborah Bianchi (Prato) |

|                                                   |           |  |
| Glionna 29’, 69’ Zelem 42’, 84’ Bonansea 48’, 86’ | Marcatori |  |

| Arbitro: | Matteo Canci (Carrara) |

|          |           |                                        |
| Boni 44’ | Marcatori | 63’ Pirone 79’, 84’ (rig.) Alborghetti |

#### Girone di ritorno
| Arbitro: | Andrea Zanotti (Rimini) |

|  |           |               |
|  | Marcatori | 5’ Martinovic |

| Arbitro: | Federico Spinetti (Albano Laziale) |

|                    |           |                                            |
| Mastalli 8’ (rig.) | Marcatori | 18’, 82’ Coppola 78’ (rig.) Boni 88’ Mason |

| Arbitro: | Marco Peletti (Crema) |

|             |           |  |
| Fuselli 17’ | Marcatori |  |

| Arbitro: | Oscar Ozzella (Benevento) |

|                            |           |                                     |
| Parascandolo 62’ Pinna 88’ | Marcatori | 24’, 37’ Solow 30’ Boni 68’ Fuselli |

| Arbitro: | Emanuele Ceriello (Chiari) |

|                         |           |               |
| Fuselli 51’ Coppola 55’ | Marcatori | 90+1’ Tarenzi |

| Arbitro: | Matteo Canci (Carrara) |

|                                        |           |                            |
| Heroum 4’ Giacinti 13’, 68’ Sikora 77’ | Marcatori | 41’ Faccioli 86’ Carradore |

| Arbitro: | Mirko Matera (Bergamo) |

|                    |           |                                                               |
| De. Mascanzoni 90’ | Marcatori | 12’, 55’ Caccamo 32’ Mauro 40’ Bonetti 50’ Parisi 71’ Rinaldi |

| Arbitro: | Davide Giacometti (Gubbio) |

|             |           |             |
| Casadio 56’ | Marcatori | 83’ Fuselli |

| Arbitro: | Michele Molinaroli (Vicenza) |

|                               |           |  |
| Brumana 37’ Clelland 76’, 89’ | Marcatori |  |

| Arbitro: | Silvia Gasperotti (Rovereto) |

|  |           |                             |
|  | Marcatori | 32’ (rig.) Galli 80’ Caruso |

| Arbitro: | Deborah Bianchi (Prato) |

|                                         |           |                                |
| Mendes 32’ Pirone 69’ Monterubbiano 70’ | Marcatori | 23’ De. Mascanzoni 84’ Fuselli |

### Coppa Italia

#### Primo turno
Accoppiamento A5
| Arbitro: | Giovanni Tricarico (Verona) |

|                             |           |                                                                  |
| R. Perobello 7’ Fattori 88’ | Marcatori | 24’ Solow 30’ Boni 35’ Fuselli 73’ Montecucco 85’ De. Mascanzoni |

| Arbitro: | Alessandro Negrelli (Finale Emilia) |

|                                    |           |            |
| Faccioli 45’ Bissoli 13’ Sardu 78’ | Marcatori | 30’ Yeboaa |

#### Secondo turno
| Arbitro: | Stefano Grassi (Forlì) |

|                        |           |                               |
| Boni 13’ Carradore 32’ | Marcatori | 10’ Fishley 14’, 30’ Kongoulī |

## Statistiche

### Statistiche di squadra
| Competizione | Punti | In casa | In casa | In casa | In casa | In casa | In casa | In trasferta | In trasferta | In trasferta | In trasferta | In trasferta | In trasferta | Totale | Totale | Totale | Totale | Totale | Totale | DR  |
| Competizione | Punti | G       | V       | N       | P       | Gf      | Gs      | G            | V            | N            | P            | Gf           | Gs           | G      | V      | N      | P      | Gf     | Gs     | DR  |
| ------------ | ----- | ------- | ------- | ------- | ------- | ------- | ------- | ------------ | ------------ | ------------ | ------------ | ------------ | ------------ | ------ | ------ | ------ | ------ | ------ | ------ | --- |
| Serie A      | 26    | 11      | 5       | 0       | 6       | 12      | 18      | 11           | 3            | 2            | 6            | 15           | 28           | 22     | 8      | 2      | 12     | 27     | 46     | -19 |
| Coppa Italia | -     | 2       | 1       | 0       | 1       | 5       | 4       | 1            | 1            | 0            | 0            | 5            | 2            | 3      | 2      | 0      | 1      | 10     | 6      | +4  |
| Totale       | -     | 13      | 6       | 0       | 7       | 17      | 22      | 12           | 4            | 2            | 6            | 20           | 30           | 25     | 10     | 2      | 13     | 37     | 52     | -15 |

### Andamento in campionato
| Giornata  | 1 | 2 | 3 | 4 | 5 | 6 | 7 | 8 | 9 | 10 | 11 | 12 | 13 | 14 | 15 | 16 | 17 | 18 | 19 | 20 | 21 | 22 |
| --------- | - | - | - | - | - | - | - | - | - | -- | -- | -- | -- | -- | -- | -- | -- | -- | -- | -- | -- | -- |
| Luogo     | T | C | T | C | T | T | T | C | C | T  | C  | C  | T  | C  | T  | C  | T  | C  | T  | T  | C  | T  |
| Risultato | P | V | N | V | V | P | P | V | V | P  | P  | P  | V  | V  | V  | V  | P  | P  | N  | P  | P  | P  |
| Posizione | 9 | 6 | 6 | 4 | 4 | 4 | 6 | 4 | 4 | 6  | 6  | 7  | 6  | 6  | 6  | 5  | 6  | 6  | 6  | 6  | 6  | 6  |

Legenda:

Luogo: C = Casa; T = Trasferta. Risultato: V = Vittoria; N = Pareggio; P = Sconfitta.

### Statistiche delle giocatrici
| Giocatore      | Serie A  | Serie A | Serie A     | Serie A    | Coppa Italia | Coppa Italia | Coppa Italia | Coppa Italia | Totale   | Totale | Totale      | Totale     |
| Giocatore      | Presenze | Reti    | Ammonizioni | Espulsioni | Presenze     | Reti         | Ammonizioni  | Espulsioni   | Presenze | Reti   | Ammonizioni | Espulsioni |
| -------------- | -------- | ------- | ----------- | ---------- | ------------ | ------------ | ------------ | ------------ | -------- | ------ | ----------- | ---------- |
| A. Benincaso   | 4        | 0       | 0           | 0          | 2            | 0            | 0            | 0            | 6        | 0      | 0           | 0          |
| N. Bissoli     | 15       | 0       | 0           | 0          | 2            | 1            | 0            | 0            | 17       | 1      | 0           | 0          |
| V. Boni        | 20       | 5       | 1           | 0          | 3            | 2            | 0            | 0            | 23       | 7      | 1           | 0          |
| E. Carradore   | 18       | 2       | 2           | 1          | 3            | 1            | 0            | 0            | 21       | 3      | 2           | 1          |
| K. Coppola     | 17       | 4       | 0           | 0          | 2            | 0            | 0            | 0            | 19       | 4      | 0           | 0          |
| L. Faccioli    | 22       | 2       | 4           | 0          | 3            | 1            | 0            | 0            | 25       | 3      | 4           | 0          |
| S. Fuselli     | 18       | 5       | 0           | 0          | 3            | 1            | 0            | 0            | 21       | 6      | 0           | 0          |
| O. Gori        | -        | -       | -           | -          | -            | -            | -            | -            | -        | -      | -           | -          |
| A. Gritti      | 19       | -33     | 0           | 1          | 2            | -5           | 0            | 0            | 21       | -38    | 0           | 1          |
| G. Marchiori   | 1        | 0       | 0           | 0          | 0            | 0            | 0            | 0            | 1        | 0      | 0           | 0          |
| M. Mason       | 10       | 1       | 0           | 0          | 1            | 0            | 0            | 0            | 11       | 1      | 0           | 0          |
| Da. Mascanzoni | 15       | 1       | 3           | 0          | 1            | 0            | 0            | 0            | 16       | 1      | 3           | 0          |
| De. Mascanzoni | 17       | 3       | 0           | 0          | 2            | 1            | 0            | 0            | 19       | 4      | 0           | 0          |
| G. Meleddu     | 2        | -12     | 0           | 0          | 1            | -1           | 0            | 0            | 3        | -13    | 0           | 0          |
| A. Montecucco  | 14       | 0       | 0           | 0          | 3            | 1            | 0            | 0            | 17       | 1      | 0           | 0          |
| P. Riboldi     | 19       | 1       | 0           | 0          | 2            | 0            | 0            | 0            | 21       | 1      | 0           | 0          |
| E. Salamon     | 17       | 0       | 4           | 0          | 3            | 0            | 0            | 0            | 20       | 0      | 4           | 0          |
| R. Sardu       | 20       | 0       | 4           | 0          | 1            | 1            | 0            | 0            | 21       | 1      | 4           | 0          |
| M. Solow       | 21       | 3       | 3           | 1          | 3            | 1            | 0            | 0            | 24       | 4      | 3           | 1          |
| I. Tombola     | 17       | 0       | 2           | 0          | 2            | 0            | 0            | 0            | 19       | 0      | 2           | 0          |
| M. Varriale    | 7        | 0       | 0           | 1          | 1            | 0            | 1            | 0            | 8        | 0      | 1           | 1          |
| R. Visentini   | 1        | -1      | 0           | 0          | 0            | 0            | 0            | 0            | 1        | -1     | 0           | 0          |
| S. Zamarra     | 11       | 0       | 1           | 0          | 2            | 0            | 0            | 0            | 13       | 0      | 1           | 0          |